# Teresa Wright
Teresa Wright (Harlem, New York, 1918. október 27. – New Heaven, Connecticut, 2005. március 6.) Oscar-díjas amerikai színésznő.

## Élete és pályafutása
1918. október 27-én Muriel Teresa Wright néven született Harlemben, New Yorkban, Martha Espy és Arthur Hendricksen Wright biztosítási ügynök gyermekeként. Szülei elváltak amikor még fiatal volt. A New Jersey állambeli Maplewoodban nőtt fel, ahol a Columbia High Schoolba járt. Miután 1936-ban látta Helen Hayest a Broadhurst Theatre színpadán New Yorkban, érdeklődni kezdett a színészkedés iránt, és főszerepet kezdett játszani az iskolai színdarabokban. Ösztöndíjat nyert a Wharf Theaterbe Provincetownban, Massachusetts államban, ahol két nyarat tanult. 1938-ban a középiskola elvégzése után visszament New Yorkba, ahol lerövidítette a nevét Teresa Wrightra, majd Dorothy McGuire és Martha Scott segítségével megkapta Emily szerepét Thorton Wilder: A mi kis városunk című darabjában, Henry Miller színházában.
1939-ben fedezte fel őt Samuel Goldwyn, miközben Mary Skinnert alakította a Life with Father című darabban. Goldwyn azonnal egy ötéves hollywoodi szerződést kötött vele, valamint felkérte a fiatal színésznőt Bette Davis lányának megformálására Lilian Hellman: A kis rókák című darab 1941-es filmes adaptációjához. Alakításáért az Akadémia Oscar-díjra jelölte őt a legjobb női mellékszereplő kategóriában. A következő évben két kategóriában is jelölték: legjobb női főszereplőként A jenkik dicsősége című filmben, ahol Gary Cooper feleségét játszotta, valamint legjobb női mellékszereplőként a Mrs. Miniver című filmért, ahol Greer Garson menyét alakította. Utóbbiért a díjat át is vehette. Ezzel ő lett az első olyan színésznő, akit ugyanabban az évben két különböző kategóriában is jelöltek. 1943-ban szerepelt az Alfred Hitchcock által rendezett A gyanú árnyékában című filmben, amelyben egy ártatlan fiatal lányt testesített meg, aki felfedezi, hogy szeretett nagybácsikája sorozatgyilkos. Hitchcock szerint Wright volt az egyik legintelligensebb színésznő, akivel valaha együtt dolgozott. 1946-ban újabb figyelemre méltó alakítást nyújtott William Wyler: Életünk legszebb évei című díjnyertes filmjében, amely a második világháború után hazaérkező katonák hétköznapokba való visszarázódásáról szól. 1950-ben ismét szerepelt egy háborús veteránról szóló történetben, a Férfisors címűben (1950), amit Fred Zinnemann rendezett, és ami Marlon Brando első filmszerepe volt. 1947-ben Wright szerepelt Az üldözött című westernfilmben Robert Mitchum oldalán, melynek forgatókönyvét első férje, Niven Busch írta. A következő évben együtt játszott David Nivennel, Farley Grangerrel és Evelyn Keyesszel az Enchantment című filmben, amelyért ragyogó kritikákat kapott. 1948 decemberében Samuel Goldwyn felbontotta szerződését Wrighttal. A The New York Timesban közzétett nyilatkozatában Goldwyn indokokként említette, hogy Wright nem volt hajlandó reklámozni az Enchantment című filmet, valamint hogy „nem együttműködő” és megtagadta az „észszerű utasítások követését”. Írásbeli válaszában Wright tagadta Goldwyn vádjait, és sajnálatát sem fejezte ki a heti 5000 dolláros szerződés elvesztése miatt.
Az 1950-es években Wright számos sikertelen filmben szerepelt, köztük a The Capture (1950), Something to Live For (1952), California Conquest (1952), The Steel Trap (1952), Count the Hours! (1953), The Actress (1953), valamint a Track of the Cat című filmben (1954), ahol ismét Robert Mitchummal játszott együtt. Annak ellenére, hogy ezek a filmek nem voltak sikeresek, Wrightot általában dicsérték az alakításaiért. Az 50-es évek vége felé Wright inkább tévéfilmekben és színházban szerepelt. 1955-ben Doris Walkert alakította az 1947-es filmklasszikus, a Csoda a 34. utcában remake-jében, ahol MacDonald Carey és Thomas Mitchell volt a partnere. 1960. február 8-án két csillagot is kapott a hollywoodi hírességek sétányán: az egyik az 1658 Vine Streeten, a másik pedig a 6405 Hollywood Boulevardon található. 
Az 1960-as években Wright visszatért a New York-i színpadra, valamint olyan tévésorozatokban szerepelt, mint a The Alfred Hitchcock Hour, Bonanza,  The Defenders, vagy a Playhouse. 1975-ben szerepelt a Broadway-n Az ügynök halála című, 1980-ban pedig a Morning's Heven című darabban, amelyért Drama Desk díjat nyert. Utolsó filmszerepei közé tartozik a Valahol, valamikor (1980), a Két szülő közt, ahol Diane Keaton nagyanyját alakítja (1988), valamint Az Esőcsináló (1997), Francis Ford Coppola rendezésében.
Utolsó éveiben Wright békésen élt New England-i otthonában, a connecticuti Bridgewater városában, alkalmanként megjelenve a filmfesztiválokon és fórumokon, valamint a New York Yankeeshez kapcsolódó eseményeken. Utolsó televíziós szerepe 1996-ban volt. 2005. március 6-án hunyt el szívinfarktusban a Connecticuti Yale-New Haven Kórházban, 86 éves korában. New Havenben, az Evergreen Cemeteryben helyezték örök nyugalomra.

## Díjai és elismerései
Oscar-díj
- díj: legjobb női mellékszereplő: Mrs. Miniver (1943)